# Francesco Gasparini
Francesco Gasparini (Camaiore, Lucca, 5 de març de 1668 - Roma, 22 de març de 1727) fou un compositor italià.
Fou nomenat acadèmic filharmònic i mestre de música del Conservatori de la Pietà de Venècia i mestre de capella de Sant Joan del Laterà a Roma.
A més d'una seixantena d'òperes, algunes amb molt d'èxit a Londres, va compondre moltes obres de caràcter religiós i un tractat d'acompanyament titulat L'armonico prattico al cembalo, spineta ed organo, obra de la qual se n'han fet diverses edicions.

## Òperes
- Olimpia vendicata (dramma per musica, 1686, Livorno)
- Roderico (dramma per musica, llibret de G. B. Bottalino, 1686, Livorno)
- Bellerofonte (dramma per musica, llibret de G. M. Conti, Roma, 1690)
- Amor vince lo sdegno ovvero L'Olimpia placata (dramma per musica, llibret d'Aurelio Aureli, 1692, Roma)
- La costanza nell'Amor Divino (dramma sacro per musica, llibret de Pietro Ottoboni, 1695, Roma)
- Totila in Roma (dramma per musica, llibret de Matteo Noris, 1696, Palerm)
- Aiace (dramma per musica, llibret de Pietro d'Averara, 1697, Nàpols)
- Gerone tiranno di Siracusa (dramma per musica, llibret d'Aurelio Aureli, 1700, Gènova)
- Tiberio imperatore d'Oriente (dramma per musica, llibret de G. D. Pallavicini, 1702, Venècia)
- Gli imenei stabiliti dal caso (dramma per musica, llibret de Francesco Silvani, 1702, Venècia)
- Il più fedel tra i vassalli (dramma per musica, llibret de Francesco Silvani, 1703, Venècia)
- Il miglior d'ogni amore per il peggiore d'ogni odio (dramma per musica, llibret de Francesco Silvani, 1703, Venècia)
- La fede tradita e vendicata (dramma per musica, llibret de Francesco Silvani, 1704, Venècia)
- La maschera levata al vizio (dramma per musica, llibret de Francesco Silvani, 1704, Venècia)
- La fredegonda (dramma per musica, llibret de Francesco Silvani, 1704, Venècia)
- Il principato custodito alla frode (dramma per musica, llibret de Francesco Silvani, 1705, Venècia)
- Alarico ovvero L'ingratitudine gastigata (dramma per musica, llibret de Francesco Silvani, en col·laboració amb Tomaso Albinoni, 1705, Palerm)
- Antioco (dramma per musica, llibret d'Apostolo Zeno e Pietro Pariati, 1705, Venècia)
- Ambleto (dramma per musica, llibret d'Apostolo Zeno e Pietro Pariati, 1706, Venècia)
- Statira (dramma per musica, llibret d'Apostolo Zeno e Pietro Pariati, 1706, Venècia)
- Taican re della Cina (tragedia, llibret de Urbano Rizzi, 1707, Venècia)
- Anfitrione (tragicomedia con prologo, llibret d'Apostolo Zeno e Pietro Pariati, 1707, Venècia)
- L'amor generoso (dramma per musica, llibret d'Apostolo Zeno, 1707, Venècia)
- Flavio Anicio Olibrio (dramma per musica, llibret d'Apostolo Zeno e Pietro Pariati, 1708, Venècia)
- Engelberta (dramma per musica, llibret d'Apostolo Zeno e Pietro Pariati, 1709, Venècia)
- Alcide ovvero L'eroico amore (La violenza d'amore) (opera tragicomica, llibret de M. Gasparini, 1709, Bèrgam)
- La principessa fedele (dramma per musica, llibret d'Agostino Piovene, 1709, Venècia)
- L'oracolo del fato (componimento per musica da camera, llibret de Pietro Pariati, 1709, Viena)
- Sesostri, re d'Egitto (dramma per musica, llibret de Pietro Pariati, 1710, Venècia)
- La ninfa Apollo (scherzo scenico pastorale, llibret de Francesco de Lemene, en col·laboració amb Antonio Lotti, 1710, Venècia)
- L'amor tirannico (dramma per musica, llibret de Domenico Lalli, 1710, Venècia)
- Tamerlano (tragedia, llibret de Agostino Piovene, da Jacques Pradon, 1711, Venècia)
- Costantino (dramma per musica, llibret d'Apostolo Zeno e Pietro Pariati, 1711, Venècia)
- Nerope (dramma per musica, llibret d'Apostolo Zeno, 1712, Venècia)
- Eraclio (dramma per musica, llibret de Pietro Antonio Bernadoni, en col·laboració amb Carlo Francesco Pollarolo, 1712, Roma)
- Il comando non inteso ed ubbidito (dramma per musica, libretto Francesco Silvani, 1713, Milà)
- L'amore politico e generoso della regina Ermengarada (dramma per musica, en col·laboració amb Giovanni Maria Capelli, 1713, Mantova)
- Lucio Papirio (dramma per musica, llibret d'Antonio Salvi, 1714, Roma)
- Eumene (dramma per musica, llibret d'Apostolo Zeno, 1714, Reggio Emilia)
- Amor vince l'odio ovvero Timocrate (dramma per musica, llibret d'Antonio Salvi, 1715, Florència)
- Il tartaro nella Cina (dramma per musica, llibret d'Antonio Salvi, 1715, Reggio Emilia)
- Ciro (dramma per musica, llibret de Matteo Noris, 1716, Roma)
- Vincislao (dramma per musica, llibret d'Apostolo Zeno, 1716, Roma)
- Il gran Cid (dramma per musica, llibret de J. Alborghetti e N. Serino, 1717, Nàpols)
- Intermezzi in derisione della setta maomettana (dramma per musica, llibret de Girolamo Gigli, 1717, Roma)
- Pirro (dramma per musica, llibret d'Apostolo Zeno, 1717, Roma)
- Il trace in catena (dramma per musica, llibret d'Antonio Salvi, 1717, Roma)
- Democrito (dramma per musica, 1718, Torí)
- Nana francese e Armena (Mirena e Floro) (intermezzo, 1718, Dresden)
- Astinatte (dramma per musica, llibret d'Antonio Salvi, 1719, Roma)
- Lucio Vero (dramma per musica, llibret d'Apostolo Zeno, 1719, Roma)
- Tigranes (dramma per musica, en col·laboració amb Francesco Bartolomeo Conti, Giuseppe Maria Orlandini e Antonio Vivaldi, 1719, Hamburg)
- Amore e maestà (dramma per musica, llibret d'Antonio Salvi, 1720, Roma)
- Faramondo (dramma per musica, da Apostolo Zeno, 1720, Roma)
- La pace fra Seleuco e Tolomeo (dramma per musica, llibret de Adriano Morselli, revisionato di A. Trabucco, 1720, Milà)
- L'avaro (intermezzo, llibret d'Antonio Salvi, 1720, Florència)
- Nino (dramma per musica, llibret de Ippolito Zanelli, 1720, Reggio Emilia)
- Dorinda (favola pastorale, llibret de Benedetto Marcello, 1723, Roma)
- Silvia (dramma pastorale, llibret de Enrico Bissari, 1723, Foligno)
- Gli equivoci d'amore e d'innocenza (dramma per musica, llibret d'Antonio Salvi, 1723, Venècia)
- Tigresa (favola pastorale con intermezzi, 1724, Roma)